# Myrthes Gomes de Campos
Myrthes Gomes de Campos (Macaé, 1875 - Rio de janeiro, 20 de janeiro de 1965) foi uma advogada brasileira, tendo sido a primeira mulher a exercer esta profissão no país.
Ingressou na carreira pública e em 1910 ocupou o cargo de delegada fiscal no Ministério da Justiça e Negócios.

## Biografia
Myrthes nasceu em 1875, em Macaé, no estado do Rio de Janeiro. Completou o Ensino Médio no Liceu de Humanidades de Campos e, desde então, já demonstrava interesse pelo estudo da legislação. Para iniciar uma carreira, matriculou-se na Faculdade Livre de Ciências Jurídicas e Sociais do Rio de Janeiro.
Pouco se sabe sobre a vida da advogada. Considerando que, no final do século XIX, o valor dos estudos na capital do estado era alto, pode-se notar que fazia parte de uma família com boas condições financeiras.
Durante sua trajetória, recebeu relutância por parte da família, afinal, de acordo com o Direito Romano, a profissão era considerada "viril", destinada aos homens. Fazer parte de um local majoritariamente masculino, como a faculdade de Direito, saia dos padrões tradicionais da época.
Mesmo com resistências, bacharelou-se em 1898. Outras mulheres já haviam finalizado o curso de Direito na faculdade de Recife. Entre elas, Delmira Secundina, Maria Fragoso e Maria Coelho da Silva Sobrinha. No entanto, nenhuma exerceu de fato a profissão naquele momento. Maria Fragoso contribuiu com o ofício atuando como autora de publicações que circulavam na imprensa, a exemplo de "A Questão da Mulher", já no ano de 1890.
Na época, havia resistência ao papel da mulher fora do âmbito doméstico, salvo se visto como uma continuação do papel maternal, como por exemplo, lecionar para o primário. A dedicação à caridade e projetos sociais também era vista com bons olhos. Tal conjuntura gerou alguns entraves.
Após a formatura, em 1898, Myrthes Campos empenhou-se em conseguir a autenticação de seu diploma no Tribunal da Relação do Rio de Janeiro, que foi possível com a ajuda do colega de profissão, Vicente de Ouro Preto.
O reconhecimento pela secretaria da Corte de Apelação do Distrito Federal também era necessária e viria a fazer parte de um trajeto de meses, visto que havia resistência do desembargador José Rodriguez, presidente da Corte, fundamentada na alegação de que a advocacia não era ofício para mulheres. Rodriguez aconselhou que desistisse, mas Myrthes seguiu com o processo.
Uma vez conquistada a legitimação, ainda no mesmo ano, buscou filiar-se ao Instituto da Ordem dos Advogados Brasileiros, algo inédito, considerando que nenhuma mulher havia participado da instituição desde a data de sua fundação, no ano de 1843.

Candidatou-se para a função de estagiária, já que havia se formado há menos de dois anos. No dia 6 de julho de 1899, a Comissão de Justiça, Legislação e Jurisprudência forneceu o aval necessário, alegando que:
[...] não se pode sustentar, contudo, que o casamento e a maternidade constituam a única aspiração da mulher ou que só os cuidados domésticos devem absorver-lhe toda atividade. [...] Não é a lei, é a natureza, que a faz mãe de família. [...] a liberdade de profissão, é, como a igualdade civil da qual promana, um princípio constitucional [...]; nos termos do texto do art. 72, § 22 da Constituição o livre exercício de qualquer profissão deve ser entendido no sentido de não constituir nenhuma delas monopólio ou privilégio, e sim carreira livre, acessível a todos, e só dependente de condições necessárias ditadas no interesse da sociedade e por dignidade da própria profissão; [...] não há lei que proíba a mulher de exercer a advocacia e que, importando essa proibição em uma causa de incapacidade, deve ser declarada por lei [...]. Revista IOAB, 06 de Julho de 1899.
A resolução foi questionada pelo Dr. Carvalho Mourão e os esforços dos demais advogados para reverter a situação não foram o bastante, o que resultou no arquivamento do pedido de admissão de Myrthes. Ainda assim, a bacharel inaugurou um escritório na rua da Alfândega, número 83, localizado no centro do Rio de Janeiro. Entretanto, ainda em 1899, com aval concedido pelo presidente da instituição, o juiz Viveiros de Castro, foi admitida para o Tribunal do Júri.

## Acontecimentos marcantes
Em Agosto de 1899, recebeu seu primeiro caso na Tribuna: Representaria Augusto Ferreira, acusado de agredir um homem com golpes de faca em 11 de maio de 1898.
No dia 29 de Setembro, houve disputa para participar da ocasião no Júri. Em sua estréia, Myrthes adaptou a toga, vestimenta tradicional, para o sexo feminino e discutiu o papel da mulher, não só em seu ambiente profissional, como na sociedade.

Em seu discurso de abertura, alegou:
[...]. Envidarei, portanto, todos os esforços, afim de não rebaixar o nível da justiça, não compro- meter os interesses do meu constituinte, nem deixar uma prova de incapacidade aos adversários da mulher como advogada. [...] Cada vez que penetrarmos no templo da justiça, exercendo a profissão de advogada, que é hoje acessível à mulher, em quase todas as partes do mundo civilizado, [...] devemos ter, pelo menos, a consciência da nossa responsabilidade, devemos aplicar todos os meios, para salvar a causa que nos tiver sido confiada. [...] Tudo nos faltará: talento, eloquência, e até erudição, mas nunca o sentimento de justiça; por isso, é de esperar que a intervenção da mulher no foro seja benéfica e moralizadora, em vez de prejudicial como pensam os portadores de antigos preconceitos. O País, 30 de novembro de 1899.
Demonstrando provas concretas, testemunhas que proporcionaram credibilidade e o conhecimento do Código Penal, a advogada concedeu liberdade ao réu, desconsiderando o delito.
Até o momento, o Instituto da Ordem dos Advogados Brasileios (IOAB) não havia se pronunciado a respeito da admissão de Myrthes e consolidação de sua carreira Jurídica. Sob relutâncias e questionamentos, a exemplo de Carvalho Mourão, autor de um artigo para o Jornal do Commercio, que assegurava que, por tradição, mulheres não deveriam exercer tal papel, a plenária da IOAB vetou a  admissão de Myrthes por 16 votos contra 11.
Indagações sobre a possibilidade da mulher bacharelada exercer a profissão foram levadas até a Comissão de Sindicância da área. Por pressão de grupos feministas, em duas semanas a Instituição apresentou-se favorável a Myrthes. Assim, garantiram o quorum e o apresentaram à assembleia dos sócios, que, em 12 de julho de 1906, aprovou a filiação da advogada por 23 votos contra 15. A resolução foi fruto de um processo de sete anos.
A presença da advogada na Casa de Montezuma, como era chamado o Instituto da Ordem dos Advogados Brasileiros, proporcionou maiores condições de debates a respeito de desequilíbrios e problemas sociais. Entre eles, o trabalho infantil, a regularização do trabalho, o trabalho feminino e o divórcio.
Este último gerou polêmica, que concentrou-se em Myrthes Campos, sob a alegação de que fomentava o fim da família brasileira. Foi censurada, mesmo por progressistas, como Alphonsus de Guimaraens, e o exercício da profissão pela mulher voltou a ser questionado.
Outra questão levantada foi a do aborto. Para o  Jornal O País, em  9 de Novembro de 1915, defendeu que:
[...] "Não se pode, enfim, consentir que o exagero na defesa dos direitos de uma existência em formação apenas, chegue ao ponto de preterir todos os direitos da mulher, impondo-lhe as consequências de uma maternidade ignominiosa, oriunda do delito de que foi ela vítima, não sendo nem possível a punição do autor do atentado como acontece na situação anormal que atravessam os povos em guerra."
Apesar das controvérsias, a advogada exerceu um grande papel no Primeiro Congresso Jurídico, destacando-se em sua monografia, produzida em 1908, que assegurava a capacidade das mulheres casadas e defendia a igualdade de direitos entre os cônjuges.
Em 1910, colocou em pauta o reconhecimento do voto feminino, que não era negado expressamente pela Constituição, entretanto, a discussão foi indeferida.
Teve participação em projetos da Federação Brasileira pelo Progresso Feminino (FBPF), como no I Congresso Feminista Internacional de 1922. Foi uma das oradoras nacionais. A partir do evento, nota-se uma expansão na vontade de conquista do direito ao voto, que só viria a ocorrer em 1932.
Em 1924, assumiu um cargo no setor de jurisprudência do Tribunal de Apelação do Distrito Federal, cargo que ocupou até a data de sua aposentadoria, em 1944, e também tornou-se colunista do Jornal do Commercio.
Continuou a defender a emancipação feminina até a data de sua morte, no dia 20 de janeiro de 1963, cuja causa não foi informada.

## Obras
Entre suas obras de maior relevância, estão os títulos:
- Justificação de uma emenda ao artigo 4 do projeto criando a Ordem dos Advogados (1914)
- O Direito ao aborto (1915)
- Voto feminino e serviço militar (1929)
- O voto feminino e os fundamentos de uma sentença (1929)
- O voto feminino. A propósito da decisão da Junta de Recursos Eleitorais do Estado do Rio de Janeiro (1929)
- Voto Feminino e a jurisprudência (1930)
- A propósito da mulher jurada. Decisões divergentes (1930)
- Clovis Beviláqua e a emancipação jurídica da mulher (1932)
- Código Eleitoral, voto feminino e direito da família (1933)
- Os advogados brasileiros e a advocacia feminina (1937)

## Importância histórica e homenagens
Myrthes Campos de Gomes foi uma das primeiras a fomentar o debate sobre os direitos femininos, da emancipação jurídica à garantia do estudo. De acordo com Amanda Motta, para a Revista Eletrônica OAB/RJ, " A luta da Myrthes pela liberdade, respeito, e o direito da mulher estudar, bem como poder exercer com dignidade a profissão de advogada, foi um marco na trajetória da advocacia feminina em todo Território Brasileiro. Apesar, de vermos ainda hoje advogadas com dificuldades para exercer sua profissão com dignidade, mas com a certeza que o legado da Ilustre advogada Myrthes Gomes de Campos, trouxe para todas as mulheres do direito a possibilidade de poder se habilitar na OAB, e exercer a profissão de advogada, mesmo com as agruras em que ainda se vive nos dias de hoje."
E, nas palavras de Evaristo de Morais, “[...] Pequenina e vivaz, dominando logo pela sua agudeza de espírito e a amenidade do trato”
Na sede do Instituto dos Advogados Brasileiros, que até 1930 atuava sob o nome Instituto da Ordem dos Advogados Brasileiros (IOAB), há uma chapa de bronze com a inscrição de seu nome, seguida dos dizeres  “Myrtes Gomes de Campos [...] Homenagem do Instituto dos Advogados Brasileiros à mulher que, em primeiro lugar, integrou o seu quadro de membros efetivos, admitida em julho de 1906. Indicação de Yves de Oliveira aprovada, em sessão plenária, de 29 de outubro de 1986. Aloysio Tavares Picanço. Presidente.”